# Gouvernement Rõivas II
 (août 2023).
Si vous disposez d'ouvrages ou d'articles de référence ou si vous connaissez des sites web de qualité traitant du thème abordé ici, merci de compléter l'article en donnant les références utiles à sa vérifiabilité et en les liant à la section « Notes et références ».
République d'Estonie
Rõivas I Ratas I
Le gouvernement Rõivas II (en estonien : Taavi Rõivase teine valitsus) est le gouvernement de la république d'Estonie entre le 9 avril 2015 et le 23 novembre 2016, durant la XIIIe législature du Riigikogu.

## Coalition et historique
Dirigé par le Premier ministre libéral sortant Taavi Rõivas, ce gouvernement est constitué et soutenu par une coalition entre le Parti de la réforme d'Estonie (ERE), le Parti social-démocrate (SDE) et l'Union pour la patrie et Res Publica (IRL). Ensemble, ils disposent de 59 députés sur 101, soit 58,4 % des sièges du Riigikogu.
Il est formé à la suite des élections législatives du 1er mars 2015.
Il succède donc au gouvernement Rõivas I, constitué et soutenu par une coalition réunissant simplement l'ERE et le SDE.
À l'occasion du scrutin, le Parti de la réforme reste le premier parti d'Estonie pour la troisième fois consécutive. Toutefois, il perd trois députés ; de son côté, le Parti social-démocrate en abandonne quatre. Leur majorité reposant sur seulement 52 sièges au Parlement, l'alliance au pouvoir se retrouve nettement minoritaire avec à peine 45 parlementaires.

### Formation
Le Premier ministre décide donc d'élargir sa coalition. Il entreprend ainsi de convaincre l'Union de la patrie de revenir au sein de l'exécutif ; en mars 2014, alors qu'il avait été investi à la succession d'Andrus Ansip, Taavi Rõivas avait pourtant décidé de rompre la coalition avec l'IRL en vue de s'associer avec le SDE.
L'alliance est finalement formée et le 9 avril, il présente un gouvernement tripartite comprenant 14 ministres, un poste de ministre des Administrations publiques ayant été créé. À cette occasion, seules deux femmes sont nommées au cabinet, contre cinq dans le précédent.

### Succession
Le 9 novembre 2016, le gouvernement tombe après l'adoption d'une motion de censure au Parlement par 63 voix contre 28. Déposée par les trois partis de l'opposition (Parti du centre, Parti libre et Parti populaire conservateur), la motion est également votée par les députés du Parti social-démocrate et d'Union de la patrie.

## Composition

### Initiale (9 avril 2015)
- Les nouveaux ministres sont indiqués en gras, ceux ayant changé d'attributions en italique.

| Portefeuille                                             | Nom | Nom | Nom                                          | Parti |
| -------------------------------------------------------- | --- | --- | -------------------------------------------- | ----- |
| Premier ministre                                         |     |     | Taavi Rõivas                                 | ERE   |
| Ministre de l'Éducation et de la Recherche               |     |     | Jürgen Ligi                                  | ERE   |
| Ministre de la Justice                                   |     |     | Urmas Reinsalu                               | IRL   |
| Ministre de la Défense                                   |     |     | Sven Mikser                                  | SDE   |
| Ministre de l'Environnement                              |     |     | Marko Pomerants                              | IRL   |
| Ministre de la Culture                                   |     |     | Indrek Saar                                  | SDE   |
| Ministre des Affaires économiques et des Infrastructures |     |     | Kristen Michal                               | ERE   |
| Ministre des Entreprises                                 |     |     | Urve Palo                                    | SDE   |
| Ministre des Affaires rurales                            |     |     | Urmas Kruuse                                 | ERE   |
| Ministre des Finances                                    |     |     | Sven Sester                                  | IRL   |
| Ministre des Administrations publiques                   |     |     | Arto Aas                                     | ERE   |
| Ministre de l'Intérieur                                  |     |     | Hanno Pevkur                                 | ERE   |
| Ministre de la Protection sociale                        |     |     | Margus Tsahkna                               | IRL   |
| Ministre de la Santé et du Travail                       |     |     | Rannar Vassiljev                             | SDE   |
| Ministre des Affaires étrangères                         |     |     | Keit Pentus-Rosimannus (jusqu'au 16/07/2015) | ERE   |
| Ministre des Affaires étrangères                         |     |     | Marina Kaljurand                             | Sans  |

### Remaniement du 14 septembre 2015
- Les nouveaux ministres sont indiqués en gras, ceux ayant changé d'attributions en italique.

| Fonction                                                 | Titulaire | Titulaire | Titulaire                              | Parti |
| -------------------------------------------------------- | --------- | --------- | -------------------------------------- | ----- |
| Premier ministre                                         |           |           | Taavi Rõivas                           | ERE   |
| Ministre de l'Éducation et de la Recherche               |           |           | Jürgen Ligi (jusqu'au 12/09/2016)      | ERE   |
| Ministre de l'Éducation et de la Recherche               |           |           | Maris Lauri                            | ERE   |
| Ministre de la Justice                                   |           |           | Urmas Reinsalu                         | IRL   |
| Ministre de la Défense                                   |           |           | Hannes Hanso                           | SDE   |
| Ministre de l'Environnement                              |           |           | Marko Pomerants                        | IRL   |
| Ministre de la Culture                                   |           |           | Indrek Saar                            | SDE   |
| Ministre des Affaires économiques et des Infrastructures |           |           | Kristen Michal                         | ERE   |
| Ministre des Entreprises                                 |           |           | Liisa Oviir                            | SDE   |
| Ministre des Affaires rurales                            |           |           | Urmas Kruuse                           | ERE   |
| Ministre des Finances                                    |           |           | Sven Sester                            | IRL   |
| Ministre des Administrations publiques                   |           |           | Arto Aas                               | ERE   |
| Ministre de l'Intérieur                                  |           |           | Hanno Pevkur                           | ERE   |
| Ministre de la Protection sociale                        |           |           | Margus Tsahkna                         | IRL   |
| Ministre de la Santé et du Travail                       |           |           | Jevgeni Ossinovski                     | SDE   |
| Ministre des Affaires étrangères                         |           |           | Marina Kaljurand (jusqu'au 12/09/2016) | Sans  |
| Ministre des Affaires étrangères                         |           |           | Jürgen Ligi                            | ERE   |